# Copa da Escócia de 1971–72
A Copa da Escócia de 1971-72 foi a 87º edição do torneio mais antigo do futebol da Escócia. O campeão foi o Celtic F.C., que conquistou seu 22º título na história da competição ao vencer a final contra o Hibernian F.C., pelo placar de 6 a 1.

## Premiação
| Copa da Escócia de 1971-72       |
| Escócia                          |
| -------------------------------- |
| Celtic F.C. Campeão (22º título) |